# Hoonah
Hoonah é uma cidade localizada no estado americano de Alasca, no Skagway-Hoonah-Angoon Census Area.

## Demografia
Segundo o censo americano de 2000, a sua população era de 860 habitantes.
Em 2006, foi estimada uma população de 739, um decréscimo de 121 (-14.1%).

## Geografia
De acordo com o United States Census Bureau, a localidade tem uma área de 22,5 km², dos quais 17,1 km² cobertos por terra e 5,4 km² cobertos por água.

## Localidades na vizinhança
O diagrama seguinte representa as localidades num raio de 40 km ao redor de Hoonah.